# Václav Novotný (fotbalista)
Václav Novotný (* 1948) je bývalý český fotbalový útočník.

## Fotbalová kariéra
V československé lize hrál za Škodu Plzeň. Nastoupil v 9 ligových utkáních, aniž by skóroval.

### Prvoligová bilance
| Ročník          | Zápasy | Góly | Minuty | Klub           |
| --------------- | ------ | ---- | ------ | -------------- |
| I. liga 1970/71 | 9      | 0    | 497    | TJ Škoda Plzeň |
| CELKEM I. LIGA  | 9      | 0    | 497    |                |